# Fasettöga

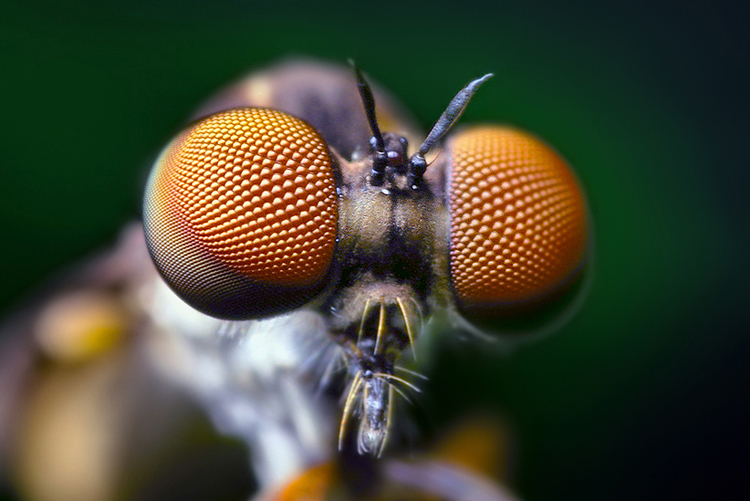
Fasettögon på rovflugan Holcocephala fusca

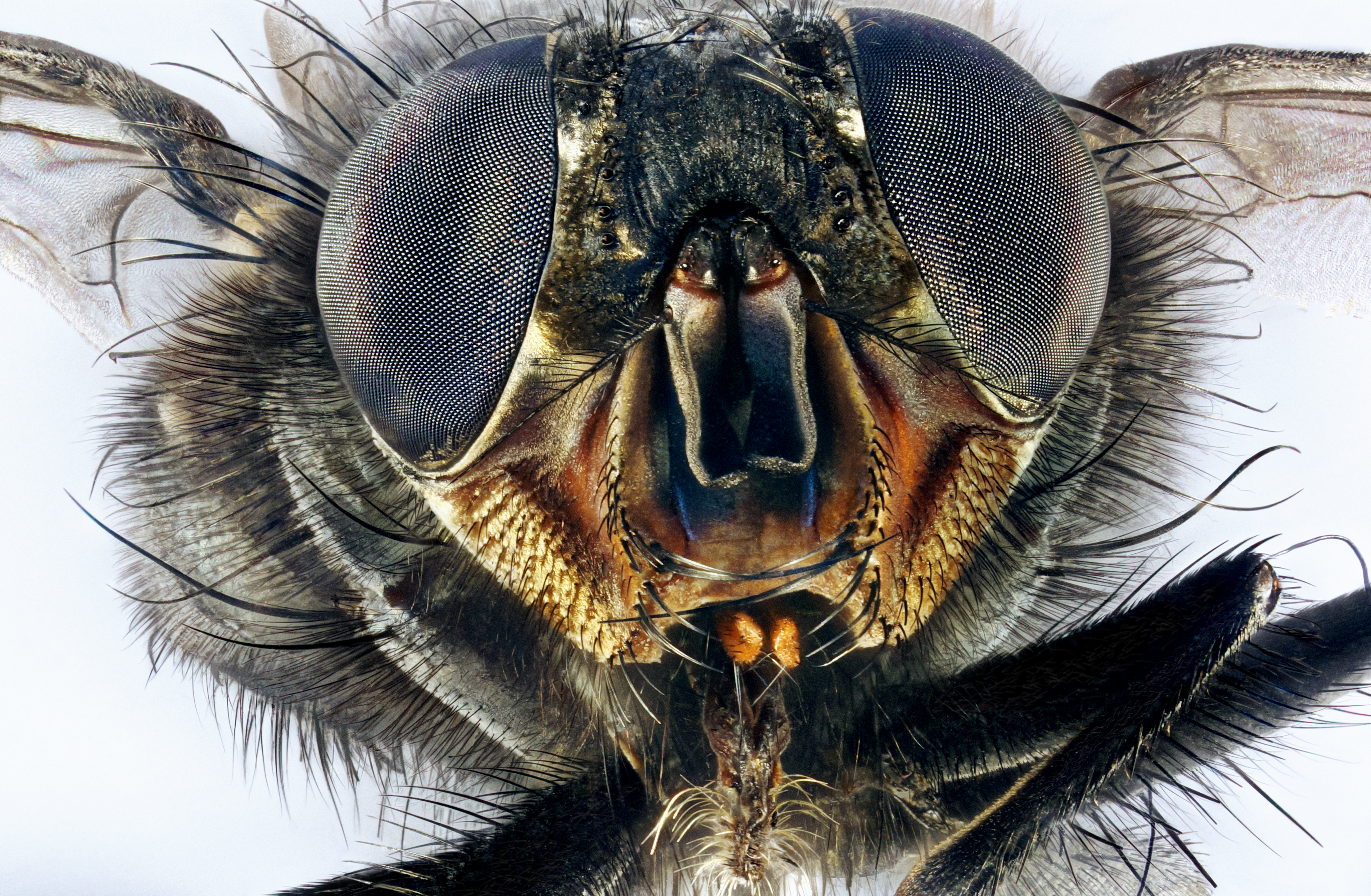
Närbild på husfluga där fasettögonen tydligt ses.

Fasettöga är en typ av ögon som förekommer hos insekter och kräftdjur. Fasettögonens yta består av en mängd hexagonala linser, fasetter. Hos daglevande insekter samlas ljuset från varje fasett till en enda syncell, så kallade appositionsögon. Nattlevande insekter, räkor och kräftor har en komplexare variant kallad superpositionsögon där ljuset från fasetterna kan samverka för att skapa en ljusstarkare avbildning. Spindlar har en typ av ögon som skiljer sig från insekternas.
Hos dagsländor förekommer det hos en del arter att hanarnas fasettögon är delade på så vis att det har en normal del och en påfallande större och uppåtriktad del. Denna sorts fasettögon kallas för turbanögon.